# Луиз Тулсон
Луиз Тулсон (енгл. Lois Toulson; Хадерсфилд, 26. септембар 1999) елитна је британска скакачица у воду и репрезентативка Уједињеног Краљевства у овом спорту. Њена специјалност су скокови са торња са висине од 3 метра, како у појединачној тако и у конкуренцији синхронизованих парова. 
У сениорској конкуренцији дебитовала је на европском првенству 2015. у Ростоку када је у појединачним скоковима са торња заузела 14. место, а две године касније, у истој дисциплини, освојила је златну медаљу на европском првенству у Кијеву. Такође је освојила и златну медаљу у скоковима са торња на Европским играма 2015. у Бакуу. На олимпијским играма дебитовала је у Рију 2016. где је у пару са Тонјом Коуч заузела 5. место (са 319,44 бодова) у дисциплини торањ 10м синхро.
Највећи успех у каријери остварила је на светском првенству 2017. у Будимпешти где је у пару са Метијем Лијем освојила сребрну медаљу у дисциплини торањ синхро микс.